# The Tiger's Trail
The Tiger's Trail (br O Rastro do Tigre) é um seriado estadunidense de 1919, dirigido por Robert Ellis, Louis J. Gasnier e Paul Hurst, categoria aventura, em 15 capítulos, estrelado por Ruth Roland e George Larkin. O seriado foi produzido pela Astra Film Corporation e distribuído pela Pathé Exchange, e veiculou nos cinemas dos Estados Unidos entre 20 de abril a 27 de julho de 1919.
Este seriado é considerado perdido, pois dele só restaram fragmentos.

## Sinopse
Um culto hindu de “Adoradores de Tigres” e uma gangue de bandidos tentam enganar Belle Boyd sobre uma valiosa mina que ela herdou de seu pai.

## Elenco
- Ruth Roland … Belle Boyd
- George Larkin … Jack Randall

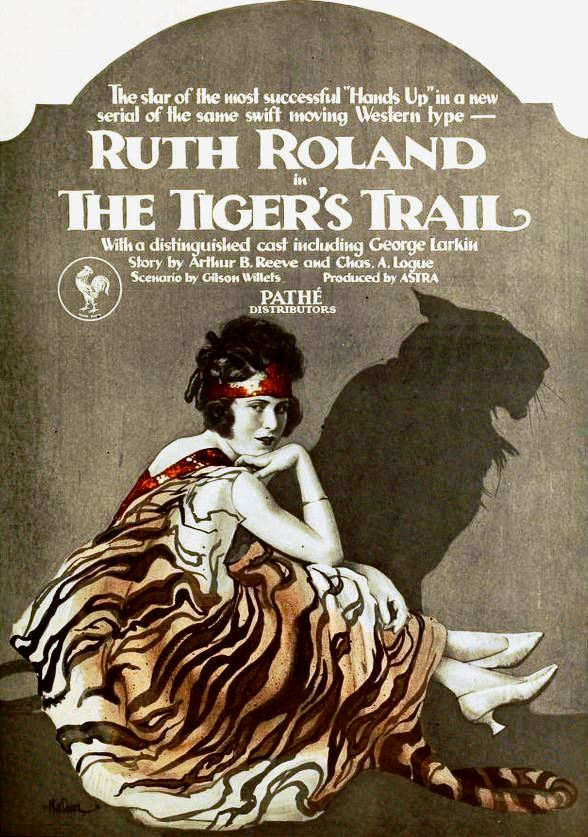
Cartaz do seriado, apresentando Ruth Roland.

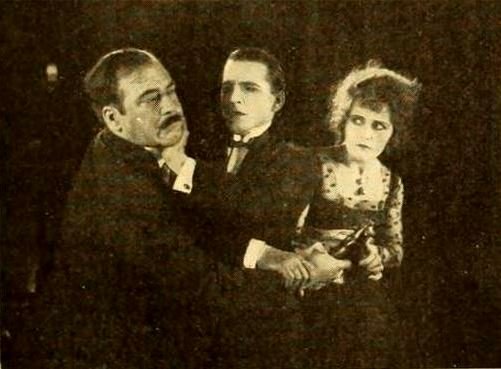

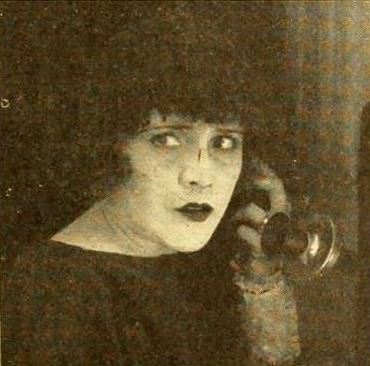

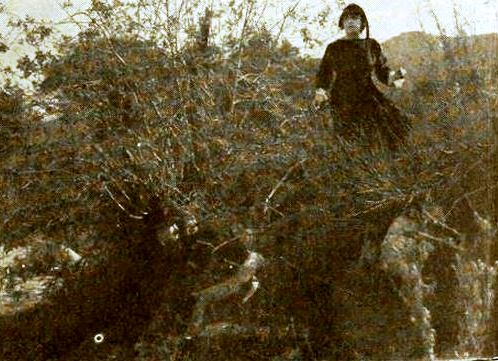
Cenas do seriado.

- Mark Strong … Randolph Gordon / "Grim" Gordon
- Harry Moody … Tiger Face
- Fred Kohler … "Bull" Shotwell
- George Field … Salonga
- Easter Walters … Hilda
- Bud Osborne … um dos capangas
- Chet Ryan
- Rose Dione

## Produção

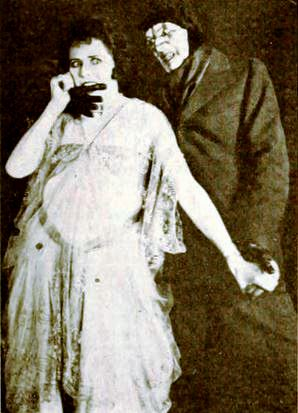
The Tiger's Trail (1919), com Ruth Roland e Harry Moody como "Tiger Face".

O seriado foi baseado no livro The Long Arm, de C. A. Logue. (Silent Era defende que o seriado foi adaptado da história de Gilson Willets The Long Arm por Arthur B. Reeve).
Tigres verdadeiros foram utilizados nas filmagens, e há a inclusão da famosa cena de uma corrente humana formada a partir do telhado dos comboios, que permite que os criminosos roubem uma valise do compartimento de Ruth.

## Capítulos
1. The Tiger Worshippers
2. The Glowing Eyes
3. The Human Chain
4. Danger Signals
5. The Tiger Trap
6. The Secret Assassin
7. The Flaming Waters
8. Danger Ahead
9. The Raging Torrent
10. Bringing In The Law
11. In The Breakers
12. The Two Amazons
13. The False Idol
14. The Mountain Hermit
15. The Tiger Face